# Pratt & Whitney JT9D
Pratt & Whitney JT9D je dvogredni visokoobtočni turboventilatoski reaktivni motor ameriškega proizvajalca Pratt & Whitney. JT9D je bil prvi visokoobtočni reaktivni motor na širokotrupnem potniškem letalu. Sprva se je uporabljal na Boeing 747-100, kasneje pa tudi  na Airbus A300, Airbus A310, Boeing 767 in McDonnell Douglas DC-10. 

## Uporaba
- Airbus A300
- Airbus A310
- Boeing 747
- Boeing 767
- McDonnell Douglas DC-10

## Specifikacije (JT9D-7 serija)
- Tip: Dvogredni visokoobtočni turbofan
- Dolžina: 128,2 in (3260 mm)
- Premer: 92,3 in (2340 mm)
- Teža: 8608 lb (3905 kg)

- Kompresor: 1-stopenjski ventilator, 3-stopenjski nizkotlačni aksialni in 11-stopenjski visokotlačni aksialni
- Zgorevalna komora: Obročasta
- Turbina: 2-stopenjska aksialna visokotlačna, 4-stopenjska aksialna nizkotlačna
- Gorivo: Jet A-1 (kerozin)

- Potisk: 46300 do 50000 lbf (205,95 do 222,41 kN) pri vzletu
- Tlačno razmerje: 23,4:1
- Obtočno razmerje: 5,0:1
- Specifična poraba goriva: ca 0,6 lb/lbf/hr (61,16 kg/kN/hr) pri Mach 0.8 na višini 35000 ft (11000 m)
- Razmerje potisk/teža: 5,4 do 5,8

| Model        | Potisk                 | Teža                | Dolžina             | Premer ventilatorja | Uporaba                                        |
| ------------ | ---------------------- | ------------------- | ------------------- | ------------------- | ---------------------------------------------- |
| JT9D-3A      | 45.800 lbf (203,73 kN) | 8.608 lb (3.905 kg) | 128,2 in (3.260 mm) | 92,3 in (2.340 mm)  | Boeing 747-100                                 |
| JT9D-7       | 47.900 lbf (213,07 kN) | 8.850 lb (4.010 kg) | 128,2 in (3.260 mm) | 92,3 in (2.340 mm)  | Boeing 747                                     |
| JT9D-20      | 49.400 lbf (219,74 kN) | 8.450 lb (3.830 kg) | 128,2 in (3.260 mm) | 92,3 in (2.340 mm)  | McDonnell Douglas DC-10/Boeing 747             |
| JT9D-7Q/7Q3  | 53.000 lbf (235,76 kN) | 9.295 lb (4.216 kg) | 132,1 in (3.360 mm) | 93,6 in (2.380 mm)  | Boeing 747                                     |
| JT9D-59A/70A | 53.000 lbf (235,76 kN) | 9.155 lb (4.153 kg) | 132,2 in (3.360 mm) | 93,6 in (2.380 mm)  | McDonnell Douglas DC-10/Boeing 747/Airbus A300 |
| JT9D-7R4D/D1 | 48.000 lbf (213,51 kN) | 8.905 lb (4.039 kg) | 132,7 in (3.370 mm) | 93,4 in (2.370 mm)  | Boeing 767/Airbus A310                         |
| JT9D-7R4G2   | 54.750 lbf (243,54 kN) | 8.935 lb (4.053 kg) | 132,7 in (3.370 mm) | 93,4 in (2.370 mm)  | Boeing 747                                     |
| JT9D-7R4H1   | 56.000 lbf (249,10 kN) | 8.885 lb (4.030 kg) | 132,7 in (3.370 mm) | 93,4 in (2.370 mm)  | Airbus A300                                    |